# Dzielny mały Toster ratuje przyjaciół
Dzielny mały Toster ratuje przyjaciół (ang. The Brave Little Toaster to the Rescue, 1997) – amerykański animowany muzyczny film przygodowy. Sequel filmu pt. Dzielny mały Toster z 1987 roku. Film opisuje kolejne przygody dzielnego Tostera i ich przyjaciół. Film rok później doczekał się kontynuacji: Dzielny mały Toster jedzie na Marsa.

## Opis fabuły
Po odnalezieniu swego Pana Toster wraz z przyjaciółmi zostaje zabrany do college'u. Rob Mack, który kończy studia weterynaryjne, ma pod swoją opieką zwierzęta: m.in. szczura, węża i kotkę. Sprzęty domowe postanawiają pomóc swemu panu w odzyskaniu swej pracy magisterskiej, która została usunięta z komputera ze względu na spięcie wywołane starym komputerem znajdującym się w piwnicy. Aby stary komputer mógł znów działać i pomóc przyjaciołom, do tego jest potrzebna lampa. W tym samym czasie zwierzęta zostają porwane przez pomocnika Roba, który chce je sprzedać do laboratorium przeprowadzającego testy na zwierzętach. Teraz Toster wraz z przyjaciółmi ma za zadanie nie tylko uratować swego pana, ale i także uratować nowych przyjaciół.

## Wersja polska
Wersja z angielskim dubbingiem i polskim lektorem.
- Wersja Polska: MAGIC SOUND HOLLY PROJECT
- Czytał: Tomasz Śliwiński

## Obsada głosowa
- Deanna Oliver – Toster
- Roger Kabler – Radio
- Danny Nucci – Alberto
- Eric Lloyd – Kołderka
- Timothy Stack – Lampa
- Thurl Ravenscroft – Odkurzacz
- Chris Young – Rob Mack
- Phil Hartman – 
  - Klimatyzator,
  - Wisząca lampa
- Alfre Woodard – Maisie
- Brian Doyle-Murray – Wittgenstein
- Eddie Bracken – Sebastian
- Jay Mohr – Mack McGro
- Jessica Tuck – Chris
- Andy Milder – Ratso
- Andrew Daly – Murgatroid
- Ross Mapletoft – Modem
- Jonathan Benair – Jim Bob
- Patti Edwards – Laboratoryjny komputer
- Victoria Jackson – Mysz
- Kevin Meaney – Komputer
- Eddie Denzen – Charlie
- Marc Allen Lewis – Strażnik
- Laurel Green – Chris